# Кольская энциклопедия
Ко́льская энциклопе́дия — универсальное справочно-энциклопедическое издание, в котором в алфавитном порядке опубликованы сведения об административном устройстве, истории и культуре Мурманской области, а также общественно-политической жизни, экономическом развитии и природно-климатических условиях. В энциклопедии содержатся краткие биографии людей, оставивших значительный след в истории развития Мурмана.

## Описание
Постановление об издании Кольской энциклопедии было подписано 22 октября 2003 года губернатором Мурманской области Евдокимовым Юрием Алексеевичем.
Первый том энциклопедии (А — Д) был напечатан в Калининграде к 30 января 2008 года, второй (Е — К) — 25 марта 2009 года. Продолжение издания третьего и четвёртого тома было прервано, но к 75-летнему юбилею Мурманской области в мае 2013 года будет выпущен III том (Л — О), а концу 2013 IV том (П — Я). Во всех четырёх томах планируется разместить около 10 000 статей, из которых 2000 приходятся на первый том. Первый том энциклопедии открывает вводная часть, занимающая около 190 страниц и повествующая о всевозможных аспектах области: её истории, географической характеристике, образовании, культуре и т. п., а в последний том планировалось включить использованные при работе над энциклопедией статистические и справочные материалы, список используемой литературы, алфавитный и предметный перечень всех статей.
Тираж каждого вышедшего тома составил 5000 экземпляров, из них в продажу поступило всего по 500 экземпляров, остальные книги были распределены по библиотекам. Как и было запланировано на стадии подготовки издания к печати, тираж III и IV тома составил всего по 1000 экземпляров на каждый из этих томов и, вероятно, в свободную продажу даже не поступал.
Из областного бюджета на работу над энциклопедией и на её издание было выделено 5 млн рублей, ещё 1,7 млн рублей было пожертвовано меценатами.

## Научно-издательский совет
Председатель
- Юрий Алексеевич Евдокимов

Учёные секретари
- Барабанов Алексей Владимирович
- Виноградов Анатолий Николаевич
- Воронин Алексей Викторович
- Кузнецов Юрий Валентинович

Ответственный секретарь
- Бабакин Сергей Олегович

Члены НИС
Бакшевников Николай Александрович, Бичук Николай Иванович, Высоцкий Владимир Сергеевич, Ершов Александр Михайлович, Жиров Владимир Константинович, Калинников Владимир Трофимович, Киселёв Алексей Алексеевич, Маслобоев Владимир Алексеевич, Матишов Геннадий Григорьевич, Мельников Николай Николаевич, Митрофанов Феликс Петрович, Морозов Вячеслав Николаевич, Никора Евгений Викторович, Петров Валентин Петрович, Прищепа Борис Фёдорович, Путилов Владимир Александрович, Селин Владимир Степанович, Симон — архиепископ Мурманский и Мончегорский, Трипольский Рувин Израилевич, Чистова Людмила Александрова.

### Издание
Кольская энциклопедия. В 5 т. — 2008—2016.
1. Кольская энциклопедия. В 5 т. Т. 1. А — Д / Гл. ред. А. А. Киселёв. — СПб. : ИС ; Апатиты : КНЦ РАН, 2008. — 600 с. : ил., портр. — 5000 экз.
2. Кольская энциклопедия. В 5 т. Т. 2. Е — К / Гл. ред. А. Н. Виноградов. — СПб. : ИС ; Апатиты : КНЦ РАН, 2009. — 496 с. : ил., портр. — 5000 экз.
3. Кольская энциклопедия. В 5 т. Т. 3. Л — О / Гл. ред. В. П. Петров. — Мурманск : РУСМА (ИП Глухов А. Б.), 2013. — 477 с. : ил., портр. — 1500 экз.
4. Кольская энциклопедия. В 5 т. Т. 4. П — Т / Гл. ред. В. П. Петров. — Мурманск : РУСМА (ИП Глухов А. Б.), 2013. — 574 с. : ил., портр. — 1500 экз.
5. Кольская энциклопедия. В 5 т. Т. 5. У — Я / Гл. ред. В. П. Петров. — Мурманск : РУСМА (ИП Глухов А. Б.), 2016. — 576 с. : ил., портр. — 1500 экз.

### Исследования
- Воронин А. В. «Кольская энциклопедия» как фактор активизации краеведческой работы // Ушаковские чтения: материалы I науч.-практ. межрегион. краевед. конф. памяти проф. И. Ф. Ушакова, 2–3 марта 2004 г. / Мурманский государственный педагогический университет. — Мурманск, 2004. — С. 24—29. — 375 с.
- Киселёв А. А. Вклад профессора И. Ф. Ушакова в разработку проблематики «Кольской энциклопедии» // Ушаковские чтения: материалы I науч.-практ. межрегион. краевед. конф. памяти проф. И. Ф. Ушакова, 2–3 марта 2004 г. / Мурманский государственный педагогический университет. — Мурманск, 2004. — С. 30—40. — 375 с.
- Киселёв А. А. Кольская энциклопедия о Великой Отечественной войне в Заполярье // Кольский Север в годы Великой Отечественной войны 1941–1945 гг.: к 70-летию разгрома немецко-фашистских войск в Заполярье: материалы межрегион. науч.-практ. конф., 16–17 окт. 2014 г., г. Мурманск / сост.: С. А. Заборщикова. — Мурманск, 2014. — С. 100—106.